# 張清雅
张清雅（？—1637年），明朝末年南直隶潜山县（今安徽省潜山市）人。
张清雅家贫，致力读书以养双亲。崇祯十年（1637年），张献忠攻打潜山。张清雅因父亲年老卧病，相守不去。不久，父亲去世。敛葬完毕，张献忠所部侵入其家，怀疑棺内藏有金银，想要打开看看。张清雅伏在棺材上哭泣，被砍断手，倒地。他的幼子张超艺年十六岁，号哭请求代替父亲去死。也被砍了一刀，父子都死了，棺材没有被打开。仆人云满，准备两具棺材收敛，也绝食而死。